# Belgisch hof

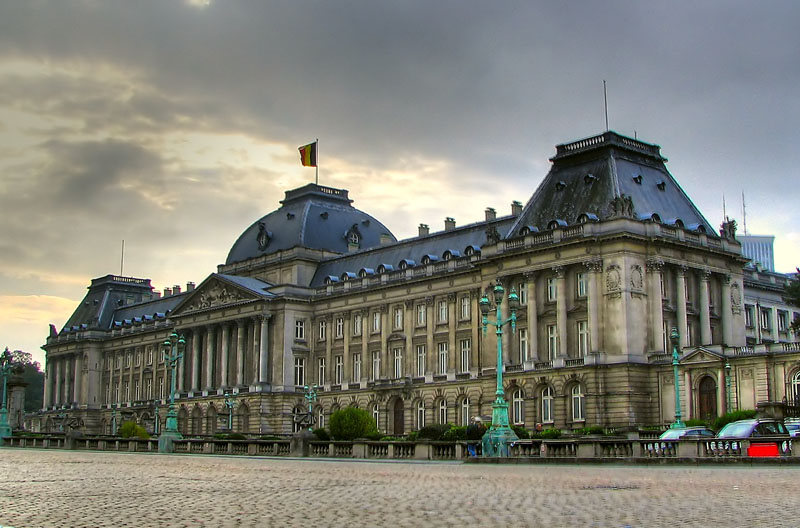
Het Koninklijk Paleis van Brussel, het werkpaleis van de Belgische koning.

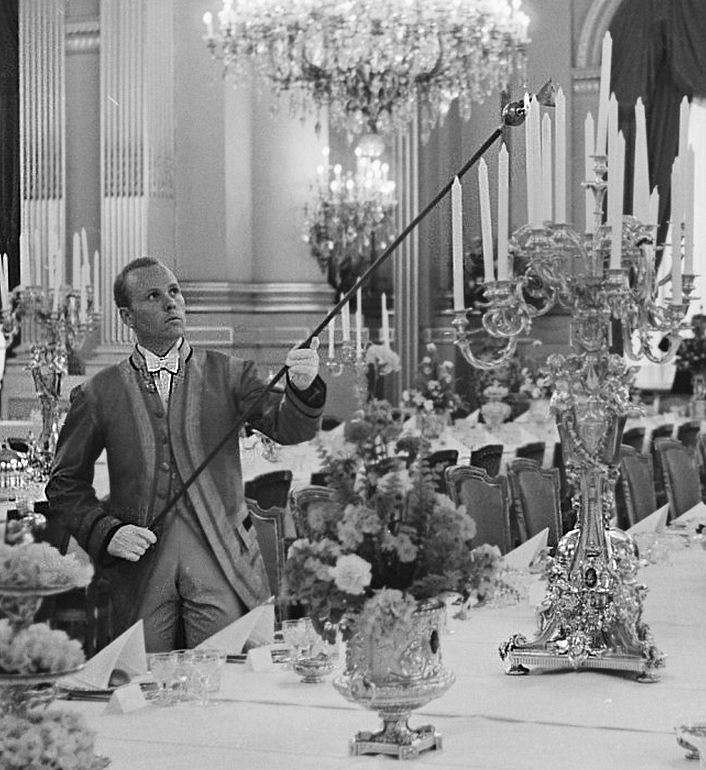
Lakeien in dienst van de koning

Het Belgisch hof is de hofhouding van de koning van België. Belangrijkste onderdeel van het hof is het Huis van de Koning, dat de Koning der Belgen bijstaat in het uitoefenen van zijn taak als staatshoofd.

## Geschiedenis
Doorheen de Belgische geschiedenis had het hof de taak om de Koning der Belgen bij te staan in zijn ambtelijke functies. Hiervoor was een strikte hiërarchie uitgewerkt waaronder tientallen personen functioneerden. Aan het hoofd stonden de Hofmaarschalk, de Kabinetschef, de Intendant en de protocolchef.
Tot ver in de 20ste eeuw waren deze functies voorbehouden voor Belgische edelen. Aan het Belgische hof was er decennialang ook een koninklijk staldepartement en een aalmoezenier. De kastelen en paleizen werden onderhouden onder de diensten van het Hof tot koning Leopold II ze schonk aan de Belgische staat en de koninklijke schenking werd opgericht.
Koning Boudewijn schafte het Koninklijk staldepartement af, ze werden vervangen door moderne transportmiddelen.

## Directiecomité
Het Huis van de Koning bestaat uit zeven autonome Departementen onder leiding van het Directiecomité van het Hof. Dit comité is belast met het algemeen beleid van het Paleis en het bevorderen van de communicatie en de coördinatie tussen de departementen en met de Huizen van de Prinsen en Prinsessen. Het Directiecomité bestaat uit de hoofden van de zeven Departementen van de hofhouding.
Tot 2006 was er ook een Grootmaarschalk van het Hof, wiens ambt vergelijkbaar was met dat van een grootmeester. Tegelijk met het vertrek van grootmaarschalk Franck De Coninck in oktober 2006 werd ook het ambt zelf afgeschaft en werden zijn taken verdeeld over de hoofden van het Departement Economische, Sociale en Culturele zaken en het Departement Protocol van het Huis van de Koning, aangevuld met een nieuw opgericht Departement Buitenlandse Betrekkingen.

## Departementen

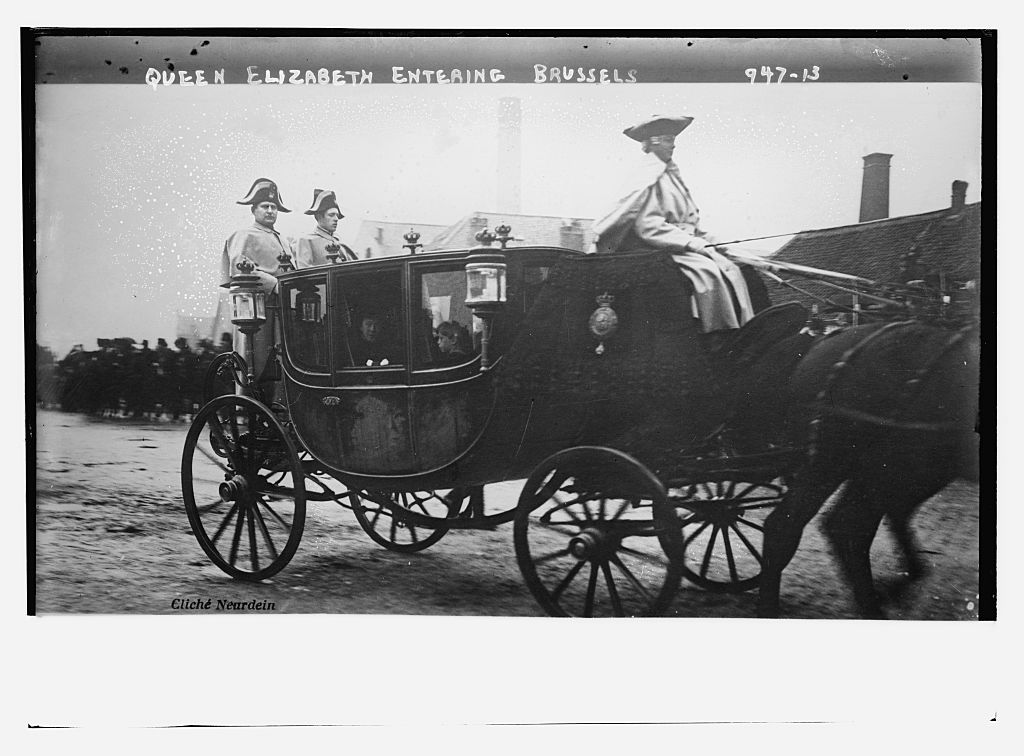
Het Belgische hof bezat een groot staldepartement, dat werd afgeschaft.

De departementen van het Huis van de Koning zijn:
- Het Kabinet van de Koning. Dit wordt geleid door de Kabinetschef, die belast is met politieke en administratieve zaken en onderhoudt de contacten met de regering, de politieke en andere maatschappelijke organisaties. De Kabinetschef wordt bijgestaan door een of meerdere adjuncten, de diplomatiek adviseur, de juridisch adviseur, de persadviseur (huidige titel : Directeur Dienst Media & Communicatie), de economisch adviseur, de adviseur sociale zaken (huidige titel : Directeur Dienst Rekwesten en Sociale Zaken) en de archivaris.
- Het Secretariaat-generaal. Dit is belast met de algemene coördinatie van de activiteiten van de Koning en de Koningin en in het buitenland, op protocollair, programmatisch en logistiek vlak. Het Secretariaat-generaal coördineert ook de activiteiten in België en in het buitenland van de andere leden van de Koninklijke Familie. Het Secretariaat-generaal is bovendien verantwoordelijk voor de ontwikkeling van de contacten van de Koning met de civiele maatschappij in België.
- Het Militair Huis van de Koning. De Chef van dit Huis adviseert de koning over militaire zaken, zowel binnenlands als buitenlands. De chef van het Militair Huis is een opperofficier, die wordt bijgestaan door adviseur met de rang van hoofdofficier. Tot het Militaire Huis behoren ook de ordonnansofficier en de vleugeladjudanten. De ordonnansofficieren verblijven in de nabijheid van de koning, terwijl de vleugeladjudanten hem vertegenwoordigen bij activiteiten waarbij hij niet zelf aanwezig kan zijn. Ten slotte is het Militair Huis verantwoordelijk voor het informaticasysteem van het Paleis.
- De Civiele Lijst van de Koning. De intendant hiervan heeft de leiding over het personeel en de financiën van de hofhouding. Hij wordt daarin bijgestaan door de Directeur van de Logistiek der Koninklijke Paleizen, de Commandant van de Koninklijke Paleizen en de Schatbewaarder van de Civiele Lijst van de Koning.
- Het Departement Buitenlandse Betrekkingen. Het hoofd van dit departement houdt de koning op de hoogte van de internationale politiek en adviseert op diplomatiek vlak tijdens zijn officiële bezoeken aan het buitenland. Ook onderhoudt hij de contacten met buitenlandse diplomatieke vertegenwoordigers.
- Het Departement Protocol. Dit staat onder leiding van de Protocolchef van het Hof, die verantwoordelijk is voor de organisatie van alle openbare activiteiten van de koning en de koningin, zowel audiënties, recepties e.d. ten paleize, als officiële optredens en bezoeken elders.
- Het Departement Rekwesten. Het hoofd hiervan is verantwoordelijk voor de behandeling van verzoeken en vragen om sociale hulp die gericht zijn aan de koning of andere leden van de Koninklijke Familie.
- Het Departement Economische, Sociale en Culturele zaken. Het hoofd hiervan treedt op als adviseur voor activiteiten van economische, sociale en culturele aard.

## Overige onderdelen
Naast deze departementen is er het Veiligheidsdetachement, onder leiding van een Hoofdcommissaris, dat verantwoordelijk is voor de bescherming van de koning en zijn familie, alsmede voor de bewaking van de koninklijke domeinen.
Aan het Belgische Hof zijn daarnaast, sinds de dood van Koning Boudewijn in 1993, ook nog twee andere Huizen verbonden, namelijk:
- het Huis van Koningin Fabiola (tot haar dood in 2014)
- het Huis van de Hertogen van Brabant

Andere leden van de Koninklijke Familie beschikken over een eigen Dienst.

## Hofdignitarissen

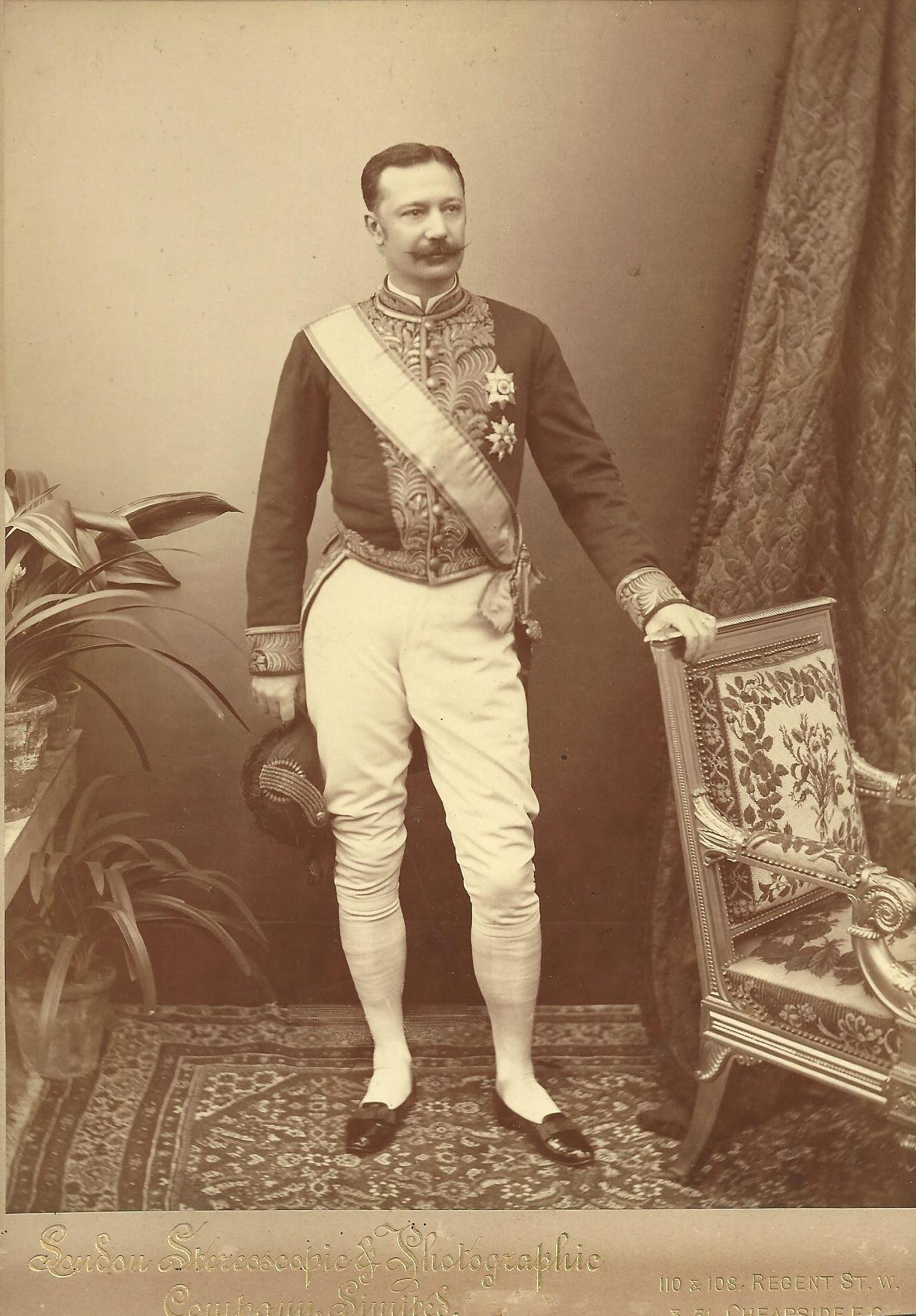
Graaf John d'Oultremont, voormalig hofmaarschalk van de koning.

Aan het Belgische Hof zijn er ongeveer een vijftigtal hofdignitarissen ("dienaren van de Kroon") in dienst voor de Koninklijke Familie. Onder de hofdignitarisen werken dan nog eens ongeveer 170 personen: een zeventigtal bedienden, een vijftigtal arbeiders en een vijftigtal dienaren uit de Koninklijke Huishouding. Allen moeten aan strenge criteria voldoen: ze moeten tweetalig zijn, geen politieke kleur bezitten, maar vooral een strikte discretie garanderen.
De hofdignitarissen zijn:
- het hoofd van het Departement Economische, Sociale en Culturele Zaken
- de Kabinetschef van de Koning
- de Chef van het Militair Huis van de Koning
- de intendant van de Civiele Lijst van de Koning
- het hoofd van het Departement Buitenlandse Betrekkingen
- het hoofd van het Departement Protocol
- het hoofd van het Departement Rekwesten
- de vleugeladjudanten van de Koning
- de adjunct-kabinetschef van de Koning
- de commandant van de Koninklijke Paleizen
- het Hoofd van de Koninklijke Garage[2]
- de adviseurs en attachés bij het Kabinet van de Koning, bij het Militair Huis van de Koning, bij de Civiele Lijst van de Koning, bij het Kasteel Belvédère, bij Prinses Astrid en bij Prins Laurent
- de ordonnansofficieren van de Koning
- de secretaris van Koningin Mathilde
- de archivarissen van de Koning
- de schatbewaarder van de Koning
- de notaris van de Koning
- de architect van de Koning
- de lijfarts van de Koning
- de eredames van Koningin Mathilde en Koningin Paola